# Oliver Twist (pel·lícula de 2005)
Oliver Twist (títol original en anglès: Oliver Twist) és una pel·lícula de 2005 dirigida per Roman Polanski basada en la novel·la homònima de Charles Dickens. La reproducció del Londres del segle xix es va fer en un espai obert de Praga. La fitxa tècnica en aquesta pel·lícula és pràcticament la mateixa que a la pel·lícula El pianista. Ha estat doblada al català.

## Argument
Oliver Twist (Barney Clark) és un nen orfe que ingressa en una llar d'infants però, a causa dels maltractaments que rep, un dia decideix escapar-se a Londres.
Tot just arribar a la capital anglesa coneix a Jack Dodger, conegut com l'"hàbil Doddger", que l'acull a casa seva. Amb la innocència pròpia d'un nen de 10 anys, Oliver s'implica sense adonar-se'n en una banda de nois carteristes dirigit pel malvat Fagin. Això no obstant, el destí fa que el petit Oliver sigui finalment acollit per un escriptor benestant que li obre les portes de casa seva i del seu cor. Aquesta confortable vida s'està a punt d'acabar quan el petit Oliver és segrestat pels seus antics amfitrions, que l'obliguen a participar en el robatori de la casa del seu propi benefactor. Després d'un llarg calvari, la situació s'acaba resolent de manera favorable pel petit Oliver, qui pot gaudir novament de la comoditat de la vida casolana; la colla de malvats, per contra, rep un just càstig.

## Repartiment
- Ben Kingsley: Fagin
- Jamie Foreman: Bill Sikes
- Barney Clark: Oliver Twist
- Leanne Rowe: Nancy
- Edward Hardwicke: Mr. Brownlow
- Harry Eden: Jack Dawkins
- Mark Strong: Toby Crackit
- Frances Cuka: Mrs. Bedwin
- Lewis Chase: Charley Bates
- Michael Heath: Mr. Sowerberry
- Gillian Hanna: Mrs. Sowerberry
- Chris Overton: Noah Claypole
- Jeremy Swift: Mr. Bumble
- Paul Brooke: Mr. Grimwig
- Ian McNeice: Mr. Limbkins
- Alun Armstrong: Magistrate Fang
- Liz Smith: Vella
- Patrick Godfrey: Bookseller

## Altres adaptacions
- Oliver Twist (pel·lícula de 1909)
- Oliver Twist (pel·lícula de 1912)
- Oliver Twist (pel·lícula de 1920)
- Oliver Twist (pel·lícula de 1922)
- Oliver Twist (pel·lícula de 1933)
- Oliver Twist (pel·lícula de 1948)
- Oliver Twist (pel·lícula de 1982)